# Rivulus chucunaque
Rivulus chucunaque är en fiskart som beskrevs av Breder 1925. Rivulus chucunaque ingår i släktet Rivulus och familjen Rivulidae. Inga underarter finns listade i Catalogue of Life.